# Dierenpark Zie-ZOO

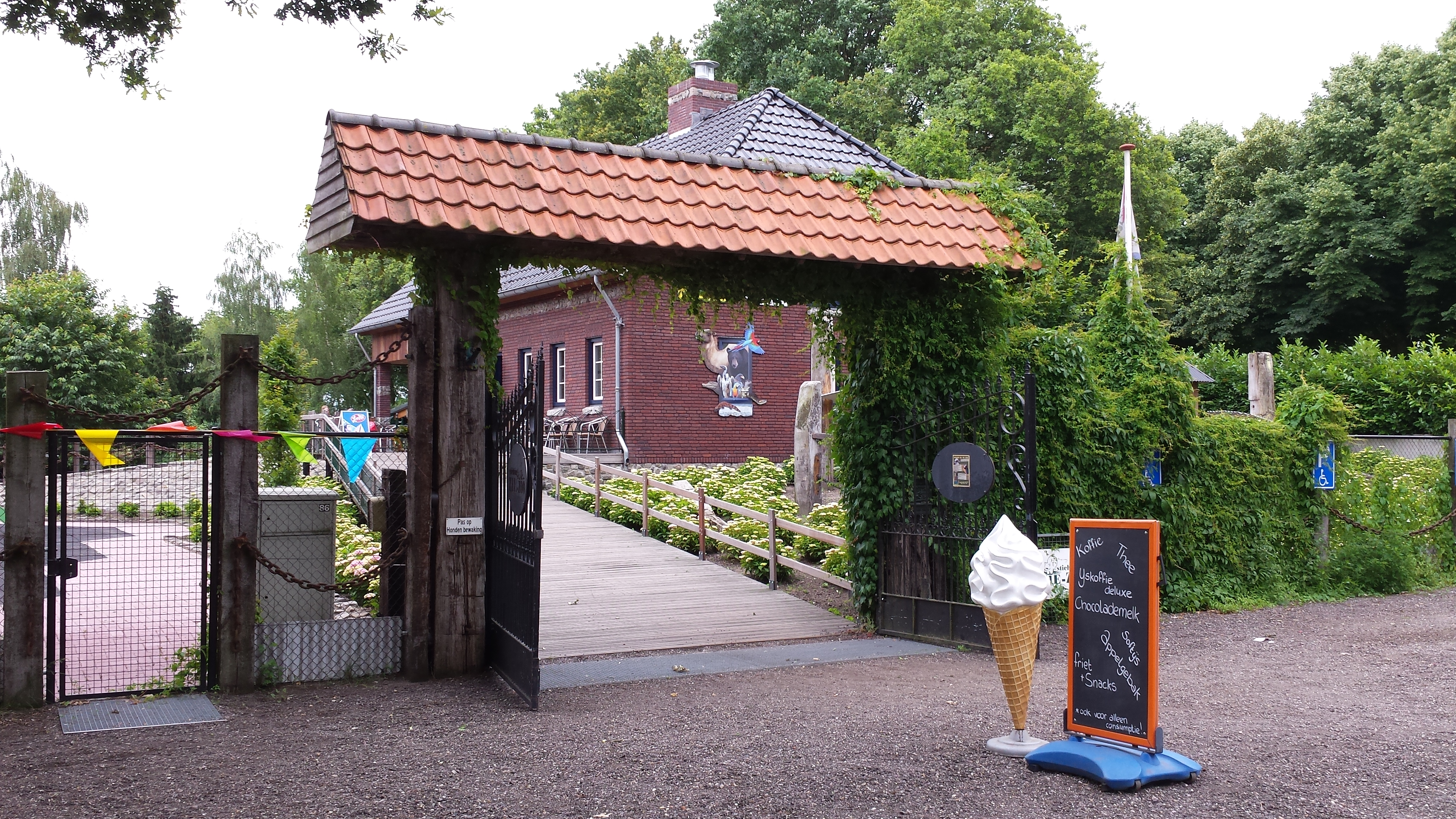
Oude entree in 2014

Dierenpark Zie-ZOO is een middelgrote dierentuin in Volkel. De dierentuin ligt vlak naast de ingang van Vliegbasis Volkel.

## Geschiedenis
Het park begon als hobby van Eeg Manders met onder andere enkele hyena's in zijn achtertuin. Naarmate zijn verzameling dieren en de belangstelling ervoor groeide werd er besloten om samen met enkele dierenliefhebbers een park te creëren. Zo werd stichting Zie-Zoö geboren. Het park werd in 2000 geopend en begon als kweekcentrum en dierenpark voor exotische dieren op non-commerciële basis, opgericht door Eeg en Marion Manders. Vanaf 2000 tot en met een gedeelte van 2011 was het centrum maar zes dagen per jaar geopend voor bezoekers tijdens gratis open dagen. Dit kwam omdat het centrum geen vergunning voor een dierentuin had. Sinds de opening werd het centrum vooral onderhouden door vrijwilligers. In 2011 is besloten om het park het hele jaar open te houden en een dierentuinvergunning aan te vragen. Er werd samenwerking aangegaan met het Regionaal Autisme Centrum, een in autisme gespecialiseerde zorginstelling. Hierdoor is Zie-ZOO een zorgdierentuin geworden die mensen met autisme dagbesteding biedt.
Vanaf 14 april 2013 is het park dagelijks geopend voor bezoekers en moet er toegangsgeld betaald worden. In 2014 is begonnen met een uitbreiding, waarbij het park in fases van de huidige een hectare naar vijf hectare zal groeien.
Op 22 januari 2016 werd er een tweeling Amerikaanse zwarte beren geboren. Deze zijn later verhuisd, via Osnabruck, naar Hongarije. In datzelfde jaar heeft het park afscheid genomen van de lama's. In 2017 was de oplevering van het Zuid-Amerikagedeelte met o.a. vicuña's, een reuzenmiereneters, Darwin nandoes en grote mara's. In 2019 werd er een drieling zwarte beren geboren. Tevens kwamen er datzelfde jaar sneeuwgeiten naar het park vanuit Berlijn. Zie-ZOO is het enige dierenpark in Nederland met sneeuwgeiten in de collectie.
In mei 2021 werd de Wetlands volière, direct na de nieuwe ingang, in gebruik genomen. Deze grote doorloop volière huisvest onder andere Europese flamingo's, koereigers, lepelaars, zwarte ibissen enhamerkoppen. Op 26 juni 2021 werd het nieuwe entreegebouw officieel geopend door burgemeester Hellegers van Uden. De entree van het park is daarmee direct naast het parkeerterrein gekomen. Het entreegebouw biedt ook onderdak aan een souvenirwinkel, de administratie, educatie, cliënten-onderkomen, de voerkeuken en een dependance van dierenartspraktijk Berghem. In de nabije toekomst zal er in de kelder van het gebouw een nachtdieren afdeling gehuisvest gaan worden.
In 2023 werd, na hard werken, het beoogde EAZA lidmaatschap als full member binnen gehaald. Tevens kwam er in juli van dat jaar een koppel sneeuwpanters vanuit Parijs naar Volkel om hun intrek te nemen in het 'Berggebied'. 
Op 17 juli 2024 arriveerde er een koppel lammergieren. De twee jonge vogels zijn afkomstig uit een gespecialiseerd kweekcentrum in Oostenrijk (Richard Faust Centre). Dierenpark Zie-ZOO hoopt met dit koppel mee te kunnen werken aan het Europese herintroductieprogramma voor deze soort. Met de komst van de lammergieren is het 'Berggebied' voltooid en huisvest naast de lammergieren de navolgende diersoorten; kea's, sneeuwgeiten, sneeuwpanters, manoels en bonte marters.
Tot 1 augustus 2024 was het dierenpark in handen van Dierenpark Zie-ZOO BV. (grond, horeca, dieren, dierenverblijven en een deel van het personeel), Stichting Zie-Zoö (de dierentuinvergunning en ANBI) en het Regionaal Autisme Centrum (deel personeel). Per 1 augustus 2024 heeft Eeg Manders (oprichter van het dierenpark) het dierenpark als parkmanager en daarnaast als voorzitter van Stichting Zie-Zoö verlaten. De algehele leiding van Dierenpark Zie-ZOO BV en Stichting Zie-Zoö is daarmee volledig in handen gekomen van Bert van IJken, tevens eigenaar/directeur van het Regionaal Autisme Centrum. In hetzelfde jaar werd het vertrek van verschillende diersoorten, waaronder de zwarte beren, aangekondigd.

## Diersoorten
In de dierentuin zijn vele dieren te vinden, afkomstig van bijna alle continenten. Tot de opmerkelijkste behoren de nevelpanter, tayra, de veelvraat, sneeuwgeit, Siberische vuurwezel, ringstaartmangoest, Aziatische rode hond, Vietnamese krokodilstaarthagedis, Yukatan eekhoorn en de Amerikaanse zwarte beer.

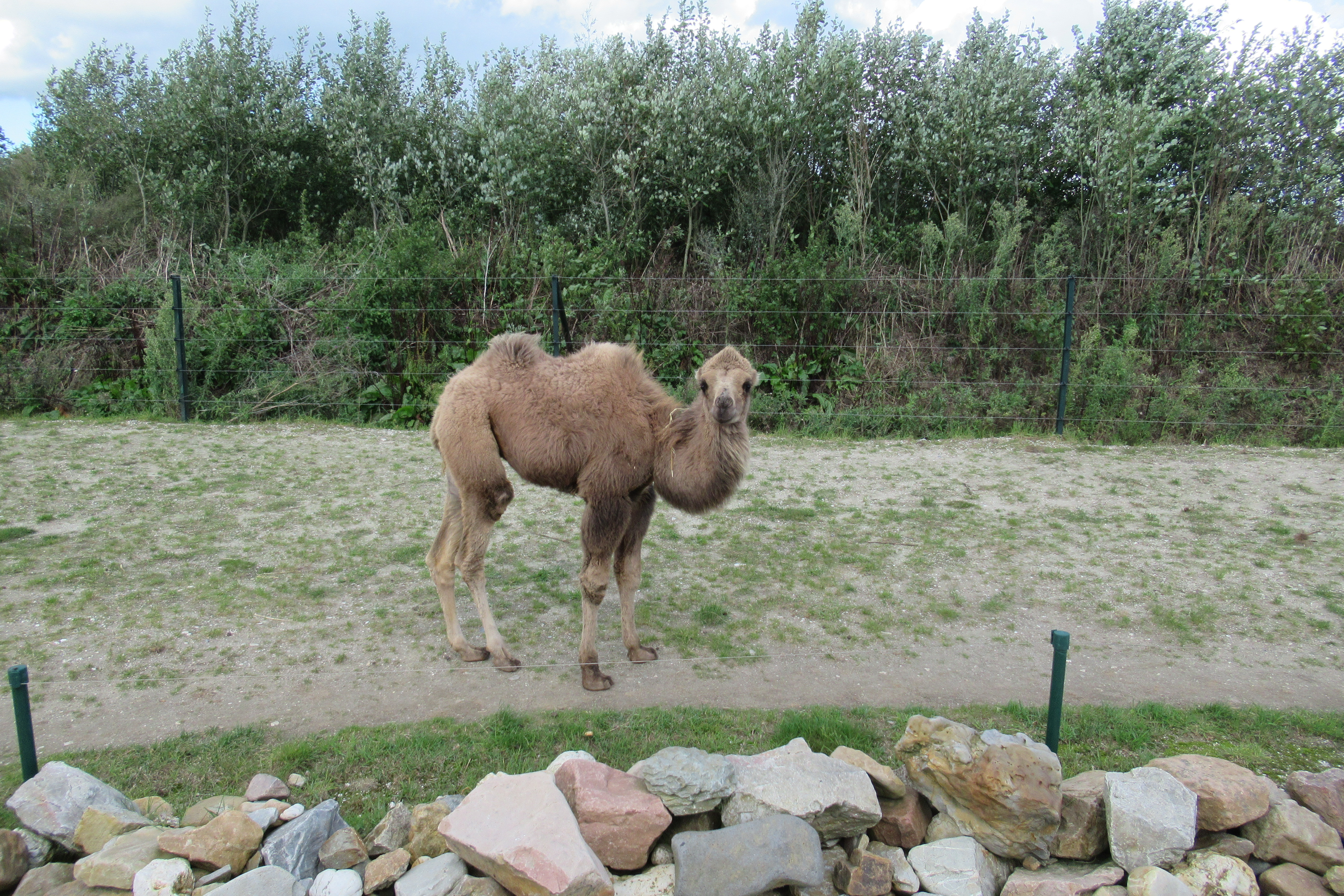
Kameel (jong)
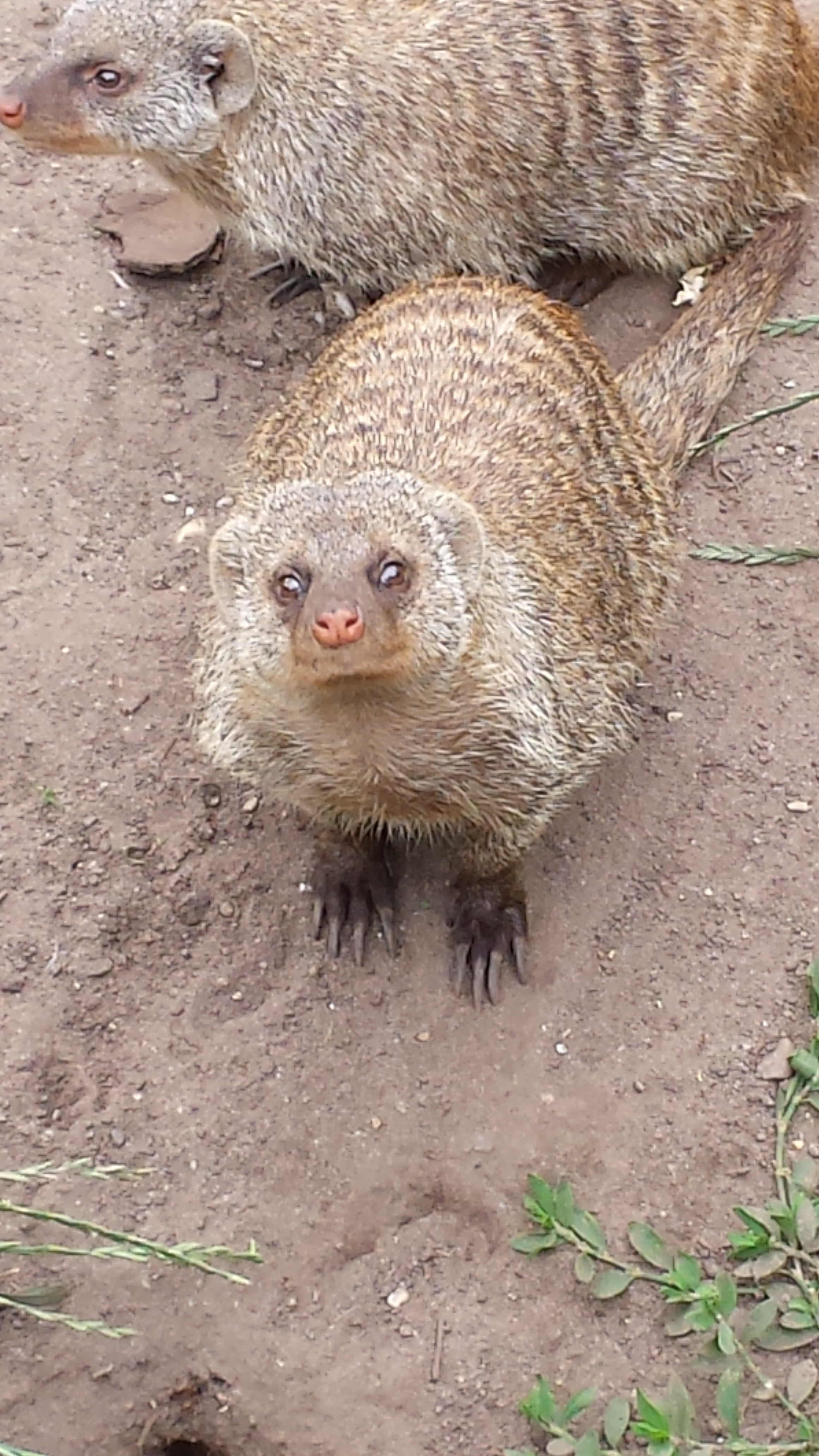
Zebramangoeste
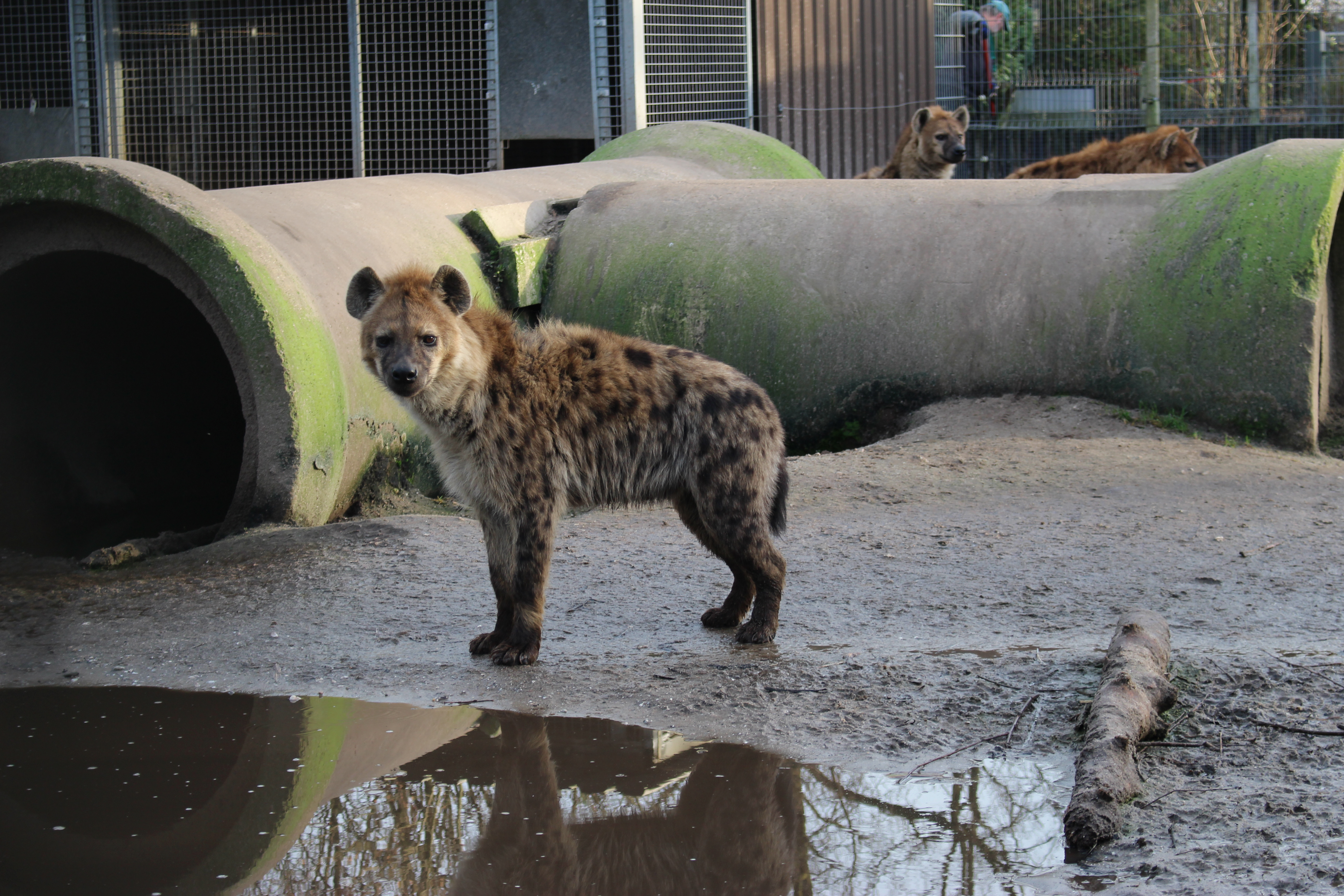
Hyena
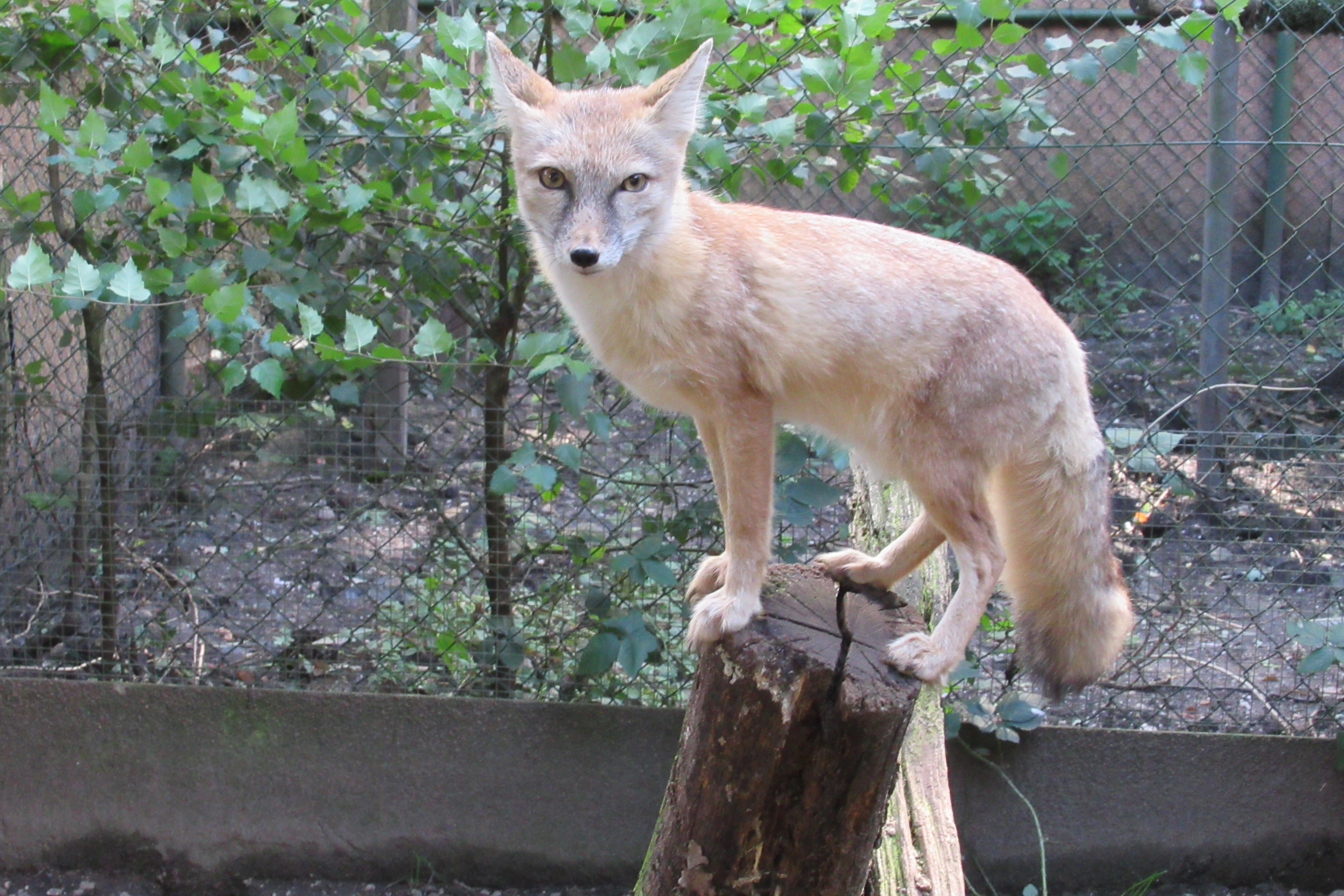
Steppevos
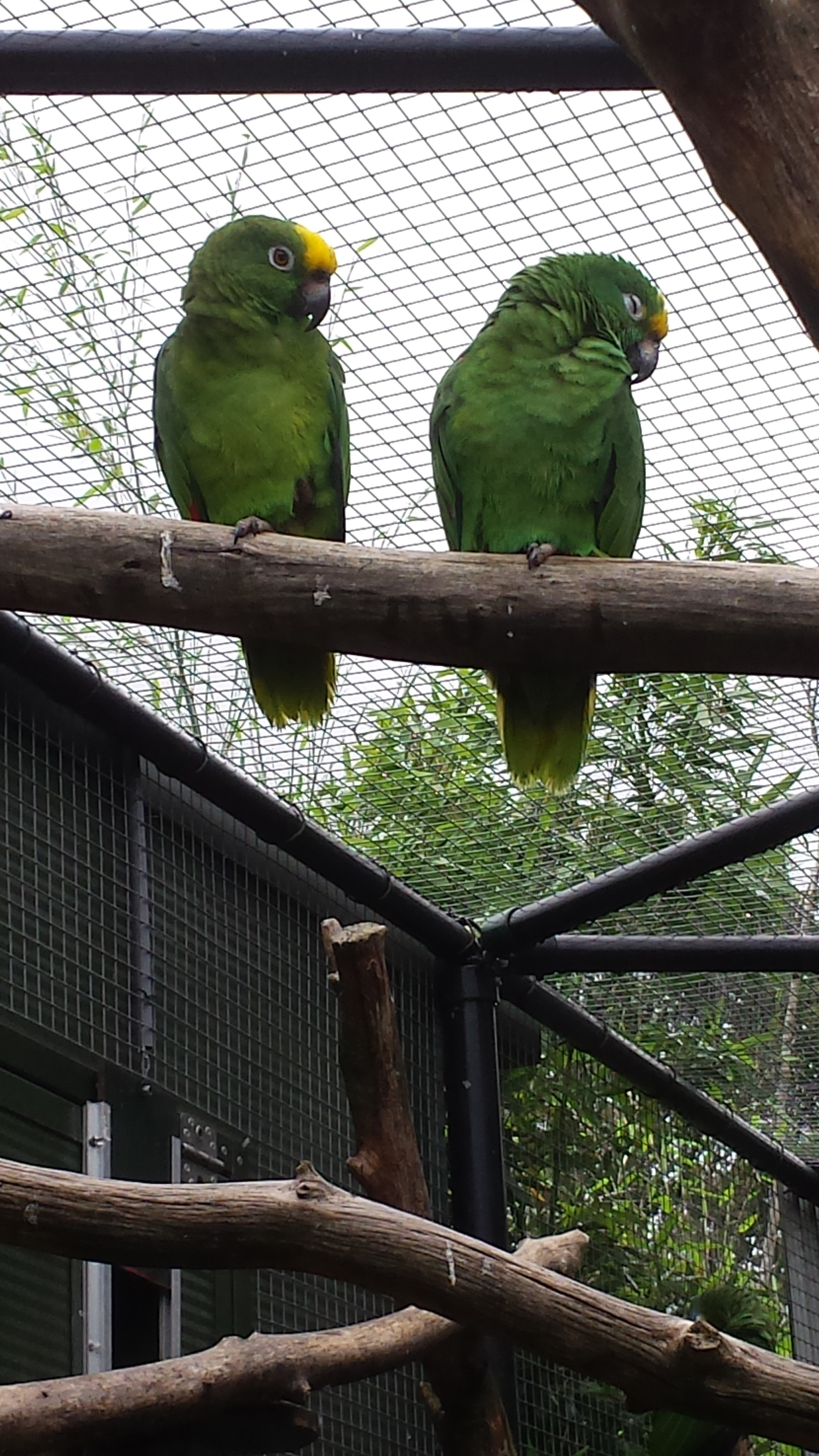
Geelvoorhoofdamazones
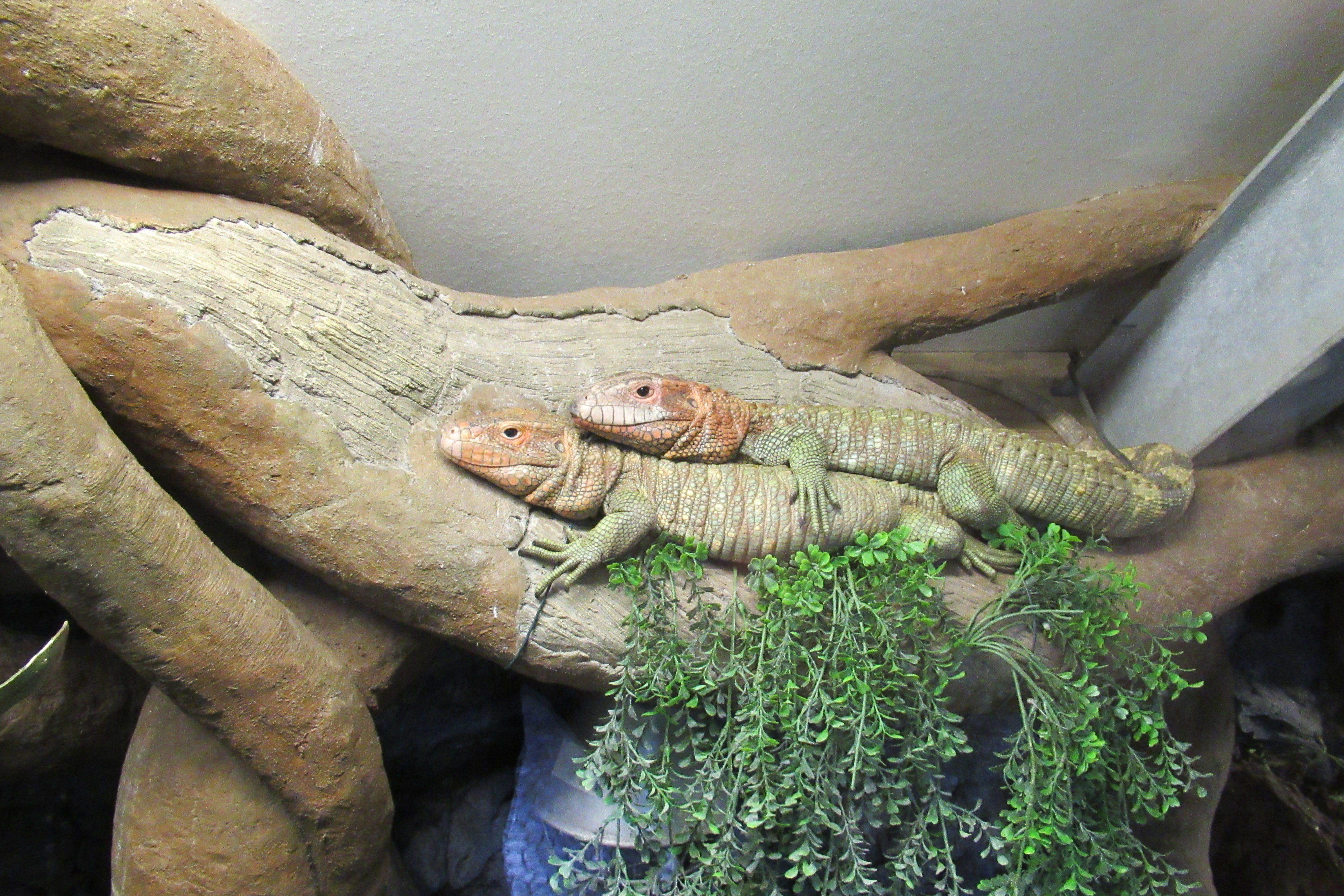
Kaaimanteju's

Aeres MBO Barneveld ·
Almere Jungle ·
Animal Farm ·
Apenheul ·
AquaZoo Leeuwarden ·
Aquazoo Leerdam ·
Artis ·
Artisklas Haarlem ·
Berkenhof Tropical Zoo ·
BestZoo ·
Botanische Tuinen Universiteit Utrecht ·
Center Parcs Het Heijderbos ·
Centrum voor Natuur- en Milieu Educatie ·
WaterLand Neeltje Jans ·
DierenPark Amersfoort ·
Dierenpark De Oliemeulen ·
Dierenpark Zie-ZOO ·
Diergaarde Blijdorp ·
DoeZoo Insektenwereld ·
Dolfinarium Harderwijk ·
Ecomare ·
Eindhoven Zoo ·
Faunapark Flakkee ·
Fort Kijkduin ·
GaiaZOO ·
Hof van Eckberge ·
Informatiecentrum De Noordwester ·
Kabouterland ·
Kasteelpark Born ·
Koninklijke Burgers' Zoo ·
Dierenpark Hoenderdaell ·
Muzeeaquarium Delfzijl ·
Natuurcentrum Ameland ·
Omnium Goes Tropisch bos ·
Ouwehands Dierenpark ·
Pantropica ·
Passiflorahoeve ·
Plaswijckpark ·
Reptielenhuis De Aarde ·
Reptielenzoo Iguana ·
Safaripark Beekse Bergen ·
Sea Life Scheveningen ·
Stichting AAP ·
Stichting Das & Boom ·
Taman Indonesia ·
Texel ZOO ·
Uilen- en Dierenpark De Paay ·
Van Blanckendaell Park ·
Vlinderparadijs Papiliorama ·
Vlinders aan de Vliet ·
Vlindersafari ·
Vlindertuin De Kas ·
Vlindorado ·
Vogelpark Avifauna ·
Vogelpark Ruinen ·
Vogelrevalidatiecentrum Zundert ·
Wereldtuinen Mondo Verde ·
Wildlands Adventure Zoo Emmen ·
Wonderwereld ·
Zee Aquarium Bergen aan Zee ·
ZooParc Overloon ·
Zoo Veldhoven
Opgeheven: Animali Vogel- en dierenpark · Noorder Dierenpark Emmen · Dierenpark Wassenaar · Dierenpark Wissel · Dolfirama · Dolfirado · Dolfirodam · Grottenaquarium Valkenburg · Fazanterie de Rooie Hoeve · Haagse Dierentuin · Kasteeltuinen Arcen · Klant’s Dierentuin · Klein Costa Rica · Labyrinth Boekelo · Papegaaienpark N.O.P. · Reptielenzoo "SERPO" · Schildpaddencentrum · Stonehenge Wildlife · Tilburgs dierenpark · Tropisch Oosten · Vogel- en wandelpark Abbeweer · Zodiac Zoos